# András Flumbort
András Flumbort (ur. 17 sierpnia 1984 w Nagykanizsa) – węgierski szachista, arcymistrz od 2010 roku.

## Kariera szachowa
Jest wielokrotnym medalistą mistrzostw Węgier juniorów, m.in. dwukrotnie złotym (2001 – w kategorii do 18 lat, 2004 – do 20 lat), srebrnym (2001 – do 20 lat) oraz brązowym (2000 – do 16 lat). Był też wielokrotnym reprezentantem kraju na mistrzostwach Europy i świata juniorów w różnych kategoriach wiekowych. W latach 2000–2002 trzykrotnie uczestniczył w drużynowych mistrzostwach Europy do 18 lat, dwukrotnie zdobywając srebrne medale za wyniki indywidualne (2001 – na IV, 2002 – na III szachownicy).
W 2001 r. podzielił II m. (za Attilą Groszpeterem, wspólnie z Robertem Markusem) w kołowym turnieju w Paksie. W 2002 r. zwyciężył w otwartym turnieju juniorów w Aviles. W 2004 r. podzielił I m. (wspólnie z m.in. Nikołą Mitkowem) w Bernie. W 2006 r. wypełnił dwie normy na tytuł arcymistrza (podczas drużynowych mistrzostw Węgier 2005/06 oraz zwyciężając w kołowym turnieju w Sikondzie), zwyciężył również w turnieju open w Paksie. W 2008 r. podzielił II m. (za Borysem Marjasinem, wspólnie z m.in. Laszlo Gondą, Mathiasem Womacką i Georgijem Timoszenko) w Latschachu, w 2009 r. zwyciężył w Egerze i Haarlemie, natomiast w 2010 r. wypełnił trzecią normę arcymistrzowską (podczas rozgrywek Bundesligi 2009/10) oraz zwyciężył w Mariańskich Łaźniach (turniej B1), Kisbérze i Újszászu.
Najwyższy ranking w dotychczasowej karierze osiągnął 1 maja 2011 r., z wynikiem 2572 punktów zajmował wówczas 12. miejsce wśród węgierskich szachistów.